# Grouplove
Grouplove (pisane też GROUPLOVE) – amerykański zespół muzyczny, wykonujący indie rocka. Grupa powstała w 2009 roku, a założycielami byli: Hannah Hooper, Christian Zucconi, Sean Gadd (syn Steve'a Gaddsona - wokalisty i autora tekstów zespołu Stray), Andrew Wessen oraz Ryan Rabin (syn Trevora Rabina - byłego gitarzysty zespołu Yes).

## Historia
Zespół powstał kiedy Hannah Hooper i Christian Zucconi zaprzyjaźnili się z pozostałymi członkami zespołu na Krecie. Po powrocie do Stanów, zaczęli nagrywać w domowym studiu perkusisty Ryana Rabina. Rezultatem była ich pierwsza płyta EP wydana w 2010. Po wydaniu płyty, zespół wyruszył w trasę koncertową po USA, podczas której występował jako support przed Florence and the Machine. W kwietniu, w wywiadzie dla Press Plus 1, zespół zapowiedział, że we wrześniu 2011 ukaże się ich album studyjny. 19 czerwca tego samego roku pojawił się nowy singiel - „Itchin on a Photograph”, który można było ściągnąć z oficjalnego kanału YouTube. 16 maja 2011, Grouplove ogłosili, że ich nowy album będzie zatytułowany „Never Trust a Happy Song,” oraz potwierdzili datę wydania na wrzesień 2011. 6 czerwca 2011, grupa wystąpiła na festiwalu Optimus Alive'11 w Lizbonie.
Utwór „Colours”, pojawił się w soundtracku gier Madden NFL 12 oraz FIFA 12, fragment z piosenki został też użyty w reklamie piwa „Lech”.
Utwór „Goldcoast” pojawia się w filmie Uczeń czarnoksiężnika. Utwór „Tongue Tied” natomiast, został wykorzystany w reklamie iPoda touch. Ponadto zespół skomponował utwór do napisów końcowych w serialu Bojack Horseman, nazwany "Back in the 90's". 
Obecni członkowie
- Christian Zucconi – główny wokal, gitara.
- Hannah Hooper – wokal, instrumenty klawiszowe.
- Andrew Wessen – gitara, wokal.
- Benjamin Homola – perkusja.
- Daniel Gleason – gitara basowa.

Byli członkowie
- Ryan Rabin - perkusja.
- Sean Gadd - gitara basowa, wokal.

## Dyskografia

### Albumy studyjne
- Never Trust a Happy Song (wrzesień 2011) #21 AUS[5].
- Spreading Rumours (2013).
- Big Mess (wrzesień 2016).
- Healer (2020).

### EP
- Grouplove EP (2010), Canvasback.

### Single
| Rok  | Utwór         | Pozycja na liście | Pozycja na liście | Pozycja na liście | Pozycja na liście | Pozycja na liście | Pozycja na liście | Album                    |
| Rok  | Utwór         | US                | US Alt            | US Rock           | AUS               | CAN Alt           | UK                | Album                    |
| ---- | ------------- | ----------------- | ----------------- | ----------------- | ----------------- | ----------------- | ----------------- | ------------------------ |
| 2011 | „Colours”     | —                 | 15                | 29                | —                 | 45                | —                 | Never Trust a Happy Song |
| 2011 | „Tongue Tied” | 69                | 23                | 34                | 67                | —                 | 84                | Never Trust a Happy Song |